# 布里亚特-蒙古国
布里亚特-蒙古国是俄国内战期间建立的一个缓冲国，首都设于赤塔。1917年4月25日，第一届全布里亚特代表大会召开，会议上宣布该国成立。该国的立法机构为Burnazkom，意译可为“布里亚特国民大会”。
苏联于1918年承认了这个国家。白俄领袖谢苗诺夫建立的外贝加尔共和国也承认了这个政权。
远东共和国成立后，该国事实上解体。该国的四个省为远东共和国占据，另四个省并入苏俄，成立自治州，是为布里亚特-蒙古自治州。